# Nystartsjobb
Nystartsjobb är en statlig subventionerad sysselsättning som infördes av regeringen Reinfeldt den 1 januari 2007. Stödet riktar sig till arbetsgivare som anställer personer som har varit arbetslösa en längre tid eller nyanlända i Sverige som deltar i etableringsprogrammet.
Arbetsgivare får ekonomiskt stöd motsvarande två arbetsgivaravgifter för den del av månadslönen som är upp till 20000 kr om de anställer en person som är mellan 20 och 25 år som har varit utan arbete på heltid minst 6 av de senaste 9 månaderna. Ekonomiskt stöd ges också arbetsgivare som anställer en person som fyllt 25 år och varit utan arbete mer än 12 av de senaste 15 månaderna. Ersättningen gäller för tillsvidareanställningar, tidsbegränsade anställningar och anställningar på deltid.
Intentionen med nystartsjobben är att stimulera arbetsgivare att anställa personer som varit utanför arbetsmarknaden under en längre tid. Stödet kan inte beviljas för behovsanställningar. Inte alla arbetsgivare kan beviljas detta stöd även om individen som anställs är berättigad, Arbetsförmedlingen ställer krav på att arbetsgivaren inte har skatteskulder, näringsförbud etc och att den anställde erbjudas lön i enlighet med gällande kollektivavtal i branschen. Sedan 1 augusti 2019 behövs inte försäkringar som motsvarar de i kollektivavtalet. 
Nystartsjobb är inte ett arbetsmarknadspolitiskt program, utan en rättighet för alla som uppfyller kvalificeringsvillkoren när de anställs av en arbetsgivare. Insatsen är en i en rad reformer med syfte att göra det enklare och mindre kostsamt att anställa. Nystartsjobben har nått fler individer än tidigare subventioner och bidrar enligt IFAU (2012) till kortare arbetslöshet och ökad sysselsättning. Drygt sex av tio arbeten skulle kommit till stånd även utan subvention, vilket gör att undanträngningen bedöms vara betydande.